# Ulica Złota w Kaliszu
Ulica Złota – ulica w Kaliszu znajdująca się w dwóch osiedlach - Śródmieściu i Piskorzewiu. Jest to najdłuższa ulica w granicach Piskorzewia. Stanowi drogę wylotową na Pruszków.

## Przebieg
Ulica Złota ma swój początek razem z ulicą Śródmiejską na Głównym Rynku. Po około 200 metrach przecina Planty. Od ok. połowy XIX wieku do lat 40. XX wieku stał tutaj most gdyż w miejscu dzisiejszych Plant znajdował się Kanał Babinka. Przecinając ulicę Fryderyka Chopina wchodzi tym samym do Piskorzewia. Po chwili krzyżuje się z aleją Wojska Polskiego, później zaś z Trasą Stanczukowskiego. Ulica Złota kończy się jako polna droga na wale Bernardyńskim.

## Historia
W okresie nowożytnym ulica Złota od Głównego Rynku do Plant była główną ulicą dzielnicy żydowskiej. Tym samym nazywana była ulicą Żydowską. W tamtym okresie ulica Złota była bardzo zatłoczona; dzisiaj panuje na niej niewielki ruch. W latach 1945–1990 nosiła nazwę Feliksa Dzierżyńskiego, która została zmieniona w ramach dekomunizacji ulic. Na przełomie 2008 i 2009 wykonany został remont nawierzchni ulicy na odcinku od ulicy Babina do alei Wojska Polskiego.

## Obiekty
- Fabryka Fortepianów i Pianin Calisia (do ul. Chopina 9)
- ZSM Polmo Kalisz, nr. 20A
- Miejska Biblioteka Publiczna im. Adama Asnyka - filia nr 5, nr. 26-28
- Fabryka Wyrobów Runowych Runotex (do ul. Długosza 11)
- Fabryka Firanek i Koronek Haft, nr. 40
- salon Nissana Polody, nr. 42A
- Zarząd Dróg Miejskich, nr. 43
- Polo, nr. 71
- Radio Rodzina, nr. 144
- Wyższe Seminarium Duchowne, nr. 144

## Komunikacja
Po ulicy Złotej poruszają się następujące linie Kaliskich Linii Autobusowych:
- 8 (Wyszyńskiego Słoneczna - Wał Bernardyński Bażancia)
- 15 (Wał Bernardyński Bażancia - Skalmierzyce)
- 16 (Obozowa Pętla - Wał Bernardyński Bażancia)
- 17 (Wał Bernardyński Bażancia - Kotowiecko)

Znajdują się tutaj cztery przystanki:
- Złota Haft 01 (Kierunek: Wał Bernardyński Bażancia)
- Złota Haft 02 (Kierunek: Obozowa/Wyszyńskiego Słoneczna/Skalmierzyce)
- Złota Działki 03 (Kierunek: Wał Bernardyński Bażancia)
- Złota Działki 04 (Kierunek: Obozowa/Wyszyńskiego Słoneczna/Skalmierzyce)